# Bataille de Byczyna
Guerre de Succession de Pologne
(1587-1588)
La bataille de Byczyna ou bataille de Pitschen (allemand : Pitschen ; polonais : Byczyna) est une bataille décisive de la guerre de Succession de Pologne qui se déroule de 1587 à 1588, après que deux candidats rivaux ont été élus au trône de Pologne.
La bataille se termine sur une victoire écrasante de la faction polonaise-suédoise, dirigée par Sigismond Vasa, le nouveau roi élu par la noblesse, sur l'armée de son rival au trône, Maximilien III, archiduc d'Autriche. Les partisans de Sigismond sont commandés par le chancelier de la Couronne et hetman Jan Zamoyski. À l'issue de la bataille, l'armée de la faction polonaise-autrichienne (ou Habsbourg) est en grande partie anéantie, l'archiduc est capturé.

## Sources
- (en) Cet article est partiellement ou en totalité issu de l’article de Wikipédia en anglais intitulé « Battle of Byczyna » (voir la liste des auteurs).